# Город Бога 2
«Город Бога 2» (порт. Cidade dos Homens, рус. Город мужчин) — фильм 2007 года режиссёра Паулу Морелли. Этот фильм не является продолжением фильма 2002 года «Город Бога» и имеет такое название только в российском переводе.

## Сюжет
18-летние подростки Ацерола «Туз» и Ларанинья «Уоллес» — лучшие друзья. Они живут в бедном квартале Рио-де-Жанейро. «Уоллес» занимается поисками своего отца, бросившего их с матерью. А Туз женат и имеет маленького сына, думает о своей тяжёлой жизни. Жена Туза находит работу в другом городе и оставляет ребёнка с отцом. В это время начинается жестокая война между бандами квартала.

## В ролях
| Актёр                                   | Роль               |
| --------------------------------------- | ------------------ |
| Дуглас Силва / Douglas Silva            | Ацерола «Туз»      |
| Дарлан Кунья / Darlan Cunha             | Ларанинья «Уоллес» |
| Джонатан Хаагенсен / Jonathan Haagensen | Мадругадао         |
| Родригу дус Сантус / Rodrigo dos Santos | Херальдо           |
| Камила Монтейру / Camila Monteiro       | Крис               |
| Найма Силва / Naima Silva               | Камила             |

## Награды и премии
- 2008 — номинация на лучшие спецэффекты — Cinema Brazil Grand Prize
- 2008 — номинация на лучший фильм, лучший оператор Адриану Голдман — Prêmio Contigo Cinema, Brazil